# گوتیه بوکار
گوتیه بوکار (فرانسوی: Gauthier Boccard‎؛ زادهٔ ۲۶ اوت ۱۹۹۱) بازیکن هاکی روی چمن اهل بلژیک است.